# Vidombák (folyó)
A Vidombák (románul Ghimbășel, németül Weidenbach) egy folyó Romániában, Erdély délkeleti részén, a Barcaságban. Nevezik Nagy-Vidombáknak is (Große Weidenbach), hogy megkülönböztessék Kis-Vidombák mellékvizétől. Hossza 48 kilométer. Főbb települések a folyó mentén Barcarozsnyó, Keresztényfalva, Vidombák, és a Brassóhoz tartozó Méhkertek.

## Elnevezése
Német nevének jelentése füzes patak. Gernot Nussbächer azt feltételezte, hogy a szász telepesek egy Weidenbach nevű korábbi otthonukról nevezték el az újonnan alapított Vidombák települést, és az azon áthaladó folyót. A származási helyként a Koblenztől, a Német Lovagrend egyik központjától délnyugatra fekvő Weidenbachot nevezte meg.
A magyar Vidombák és a román Ghimbav (és ennek kicsinyített alakja, a Ghimbășel) a német név fonetikus átvétele.

## Vízrajza
A Bucsecs-hegységben, a Căpățâna Porcului alatti nyiladékban ered (ezt az ágat németül Pellengraben-nek is nevezik), bár egyesek a Mălăiești-völgy alsó részén, 1100 méteres magasságban feltörő forrást tekintik az eredetének. Ahogy tiszta hegyi patakként lesiet a Bucsecsből annak törmelékkúpján, több vízfolyás egyesül vele, például a Țigănești-patak a rozsnyói villanytelep közelében, majd a Hidegpatak környékén eredő Kis-Vidombák (Pârâul Mic, Kleine Weidenbach) Cheișoara üdülőtelep közelében. A Barcasági-medence sík területére kiérve folyása nagy részén már csak kis, jelentéktelen mellékfolyókat kap.
Miután átfolyik Barcarozsnyón és Keresztényfalván, északi irányból északkelet felé kanyarodik és áthalad Vidombák városon. A medre itt mintegy két méterrel mélyed a kavicskúpba, esése 7 m/km. Brassó területén, Méhkertek városnegyed közelében magába fogadja a Tömös-csatornát és a Száraz-Tömöst (esése itt már csak 4,5 m/km), majd Barcaszentpétertől északra a Szentpéteri-folyót (Durbav, Durbach). Innen eredetileg keletre haladt és 9 kilométer után Botfalu környékén az Oltba ömlött, azonban a 20. században medrét megváltoztatták, és egy északi irányú csatornán keresztül a Barcába ömlik. A régi meder ma is létezik, és néhány kisebb patak levezetésére szolgál.

## Helytörténet
A településeken malmok üzemeltetéséhez használták fel a vízenergiát. 1912-ben Barcarozsnyótól délre villanytelepet (Rosenauer Elektrizitätswerk) építettek a Vidombákon, melynek áramfejlesztője 770 lóerős volt.

## Képek

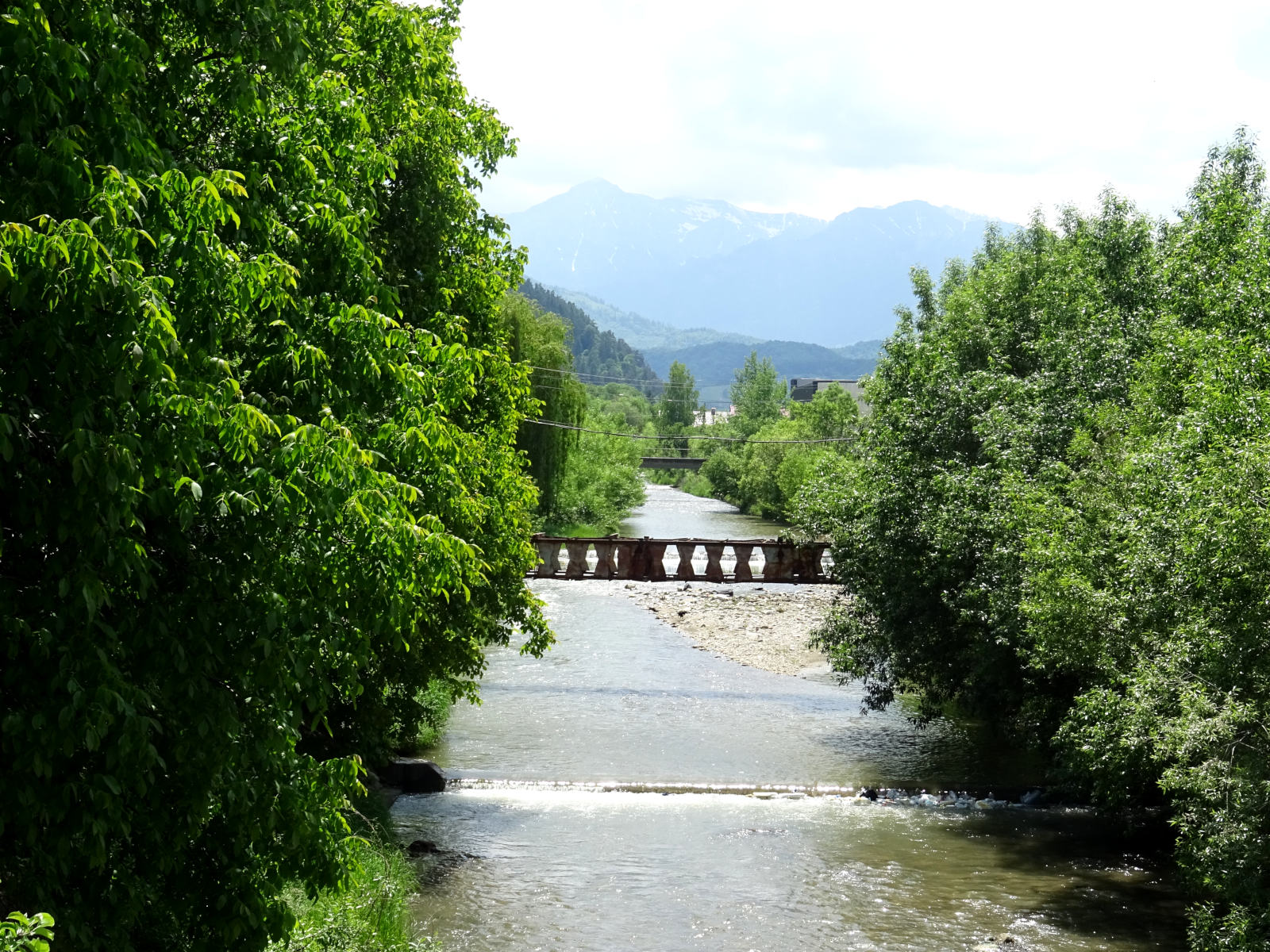
Barcarozsnyónál
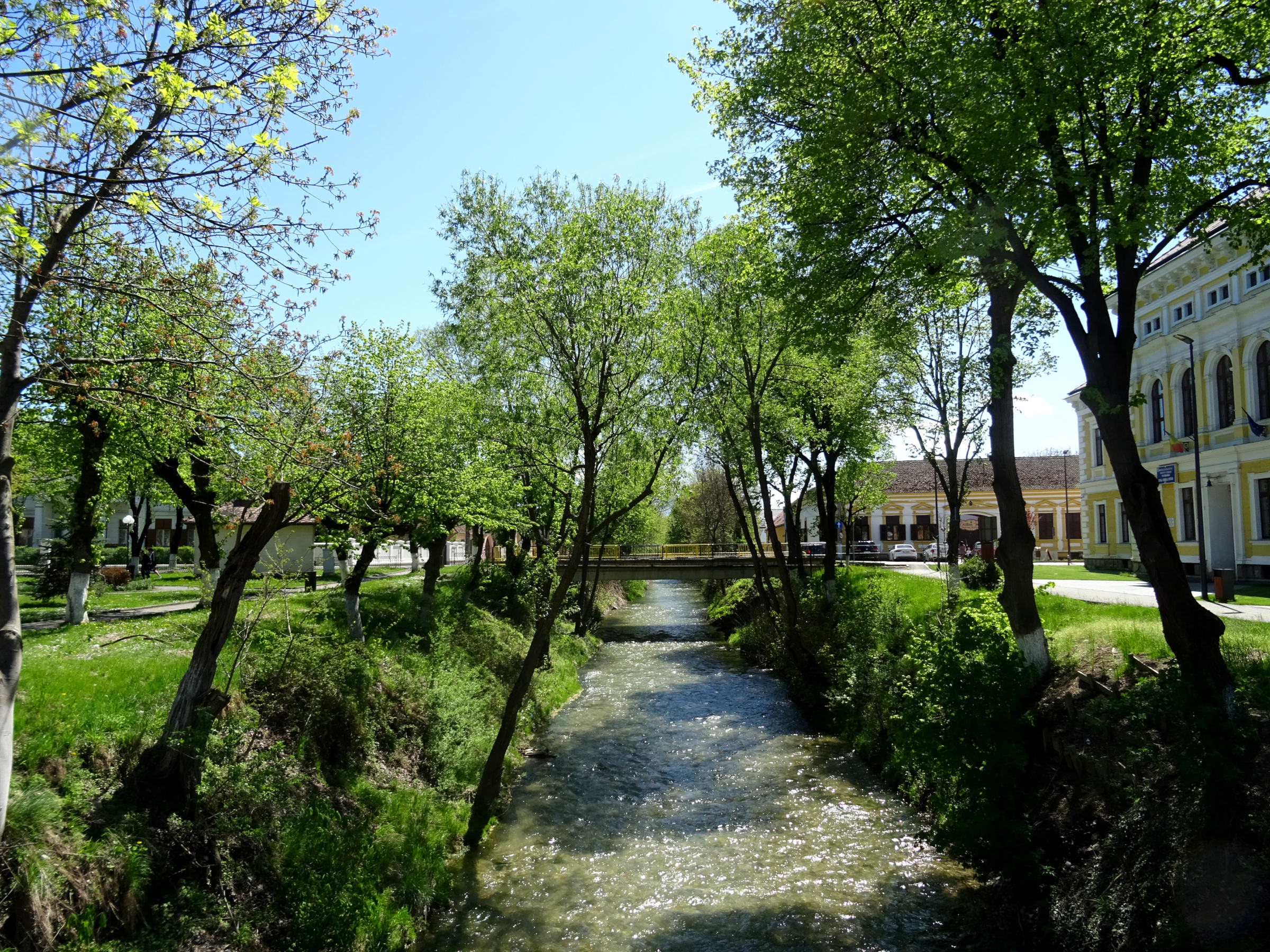
Keresztényfalvánál
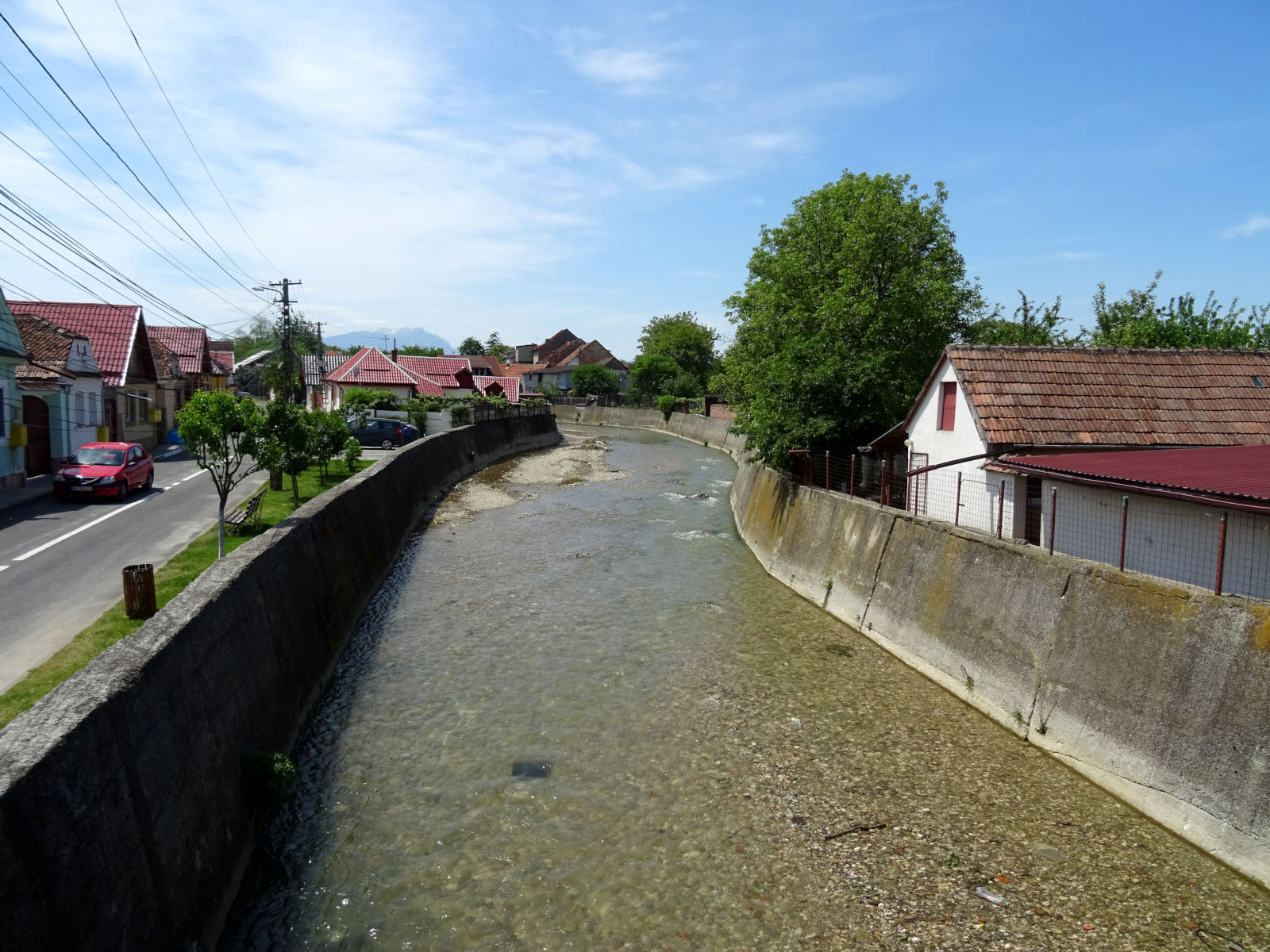
Vidombáknál
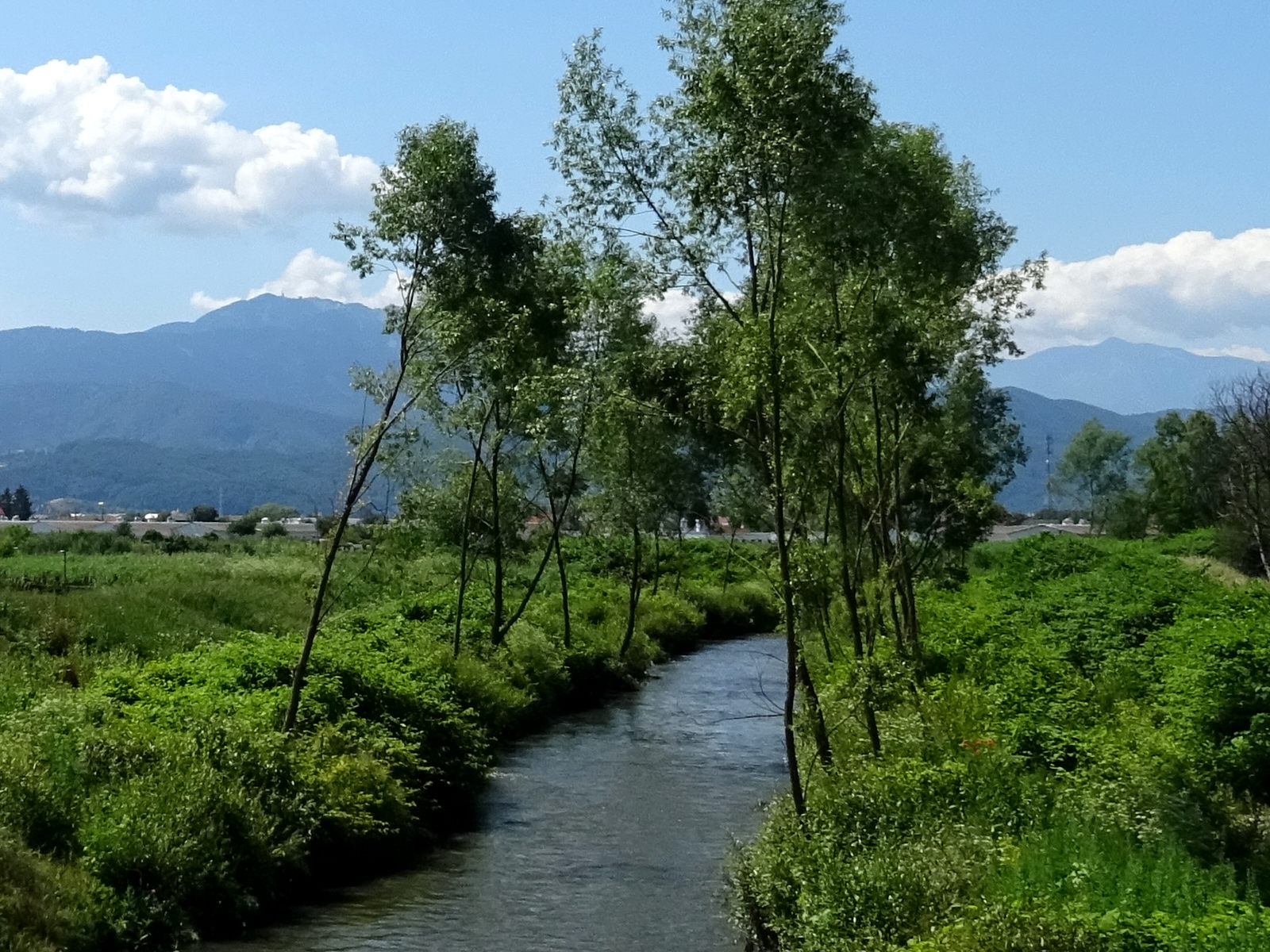
Méhkerteknél